# JaVale McGee
JaVale Lindy McGee (Flint, Míchigan, 19 de enero de 1988) es un jugador de baloncesto estadounidense que pertenece a la plantilla de los Vaqueros de Bayamón de la liga BSN puertorriqueña. Con 2,13 metros de estatura juega en la posición de pívot.

## Trayectoria deportiva

### Universidad
Disputó únicamente dos temporadas en la NCAA, con los Wolf Pack de la Universidad de Nevada-Reno. En su año freshman apenas contó para su entrenador, promediando tan solo 3,3 puntos y 2,2 rebotes por partido, pero en su segunda temporada se hizo con el puesto de titular, liderando la Western Athletic Conference en tapones por partido, consiguiendo 2,8 por noche, y siendo elegido en el segundo mejor quinteto de la conferencia y en el mejor quinteto defensivo. Además, añadió 14,1 puntos y 7,3 rebotes por encuentro.
En el total de las dos campañas promedió 8,7 puntos, 4,8 rebotes y 1,9 tapones, lo que le sitúan como cuarto mejor taponador de la historia de los Wolf Pack, a pesar de haber jugado tan solo 2 temporadas.

#### Estadísticas
| Año     | Equipo | PJ | PT | MPP  | %TC  | %3P  | %TL  | RPP | APP | ROB | TPP | PPP  |
| ------- | ------ | -- | -- | ---- | ---- | ---- | ---- | --- | --- | --- | --- | ---- |
| 2006–07 | Nevada | 33 | 0  | 10.0 | .600 | .667 | .471 | 2.2 | .1  | .2  | .9  | 3.3  |
| 2007–08 | Nevada | 33 | 31 | 27.3 | .529 | .333 | .525 | 7.3 | .6  | .8  | 2.8 | 14.1 |
| Total   | Total  | 66 | 31 | 18.7 | .542 | .356 | .514 | 4.8 | .3  | .5  | 1.8 | 8.7  |

### Profesional

#### Washington Wizards

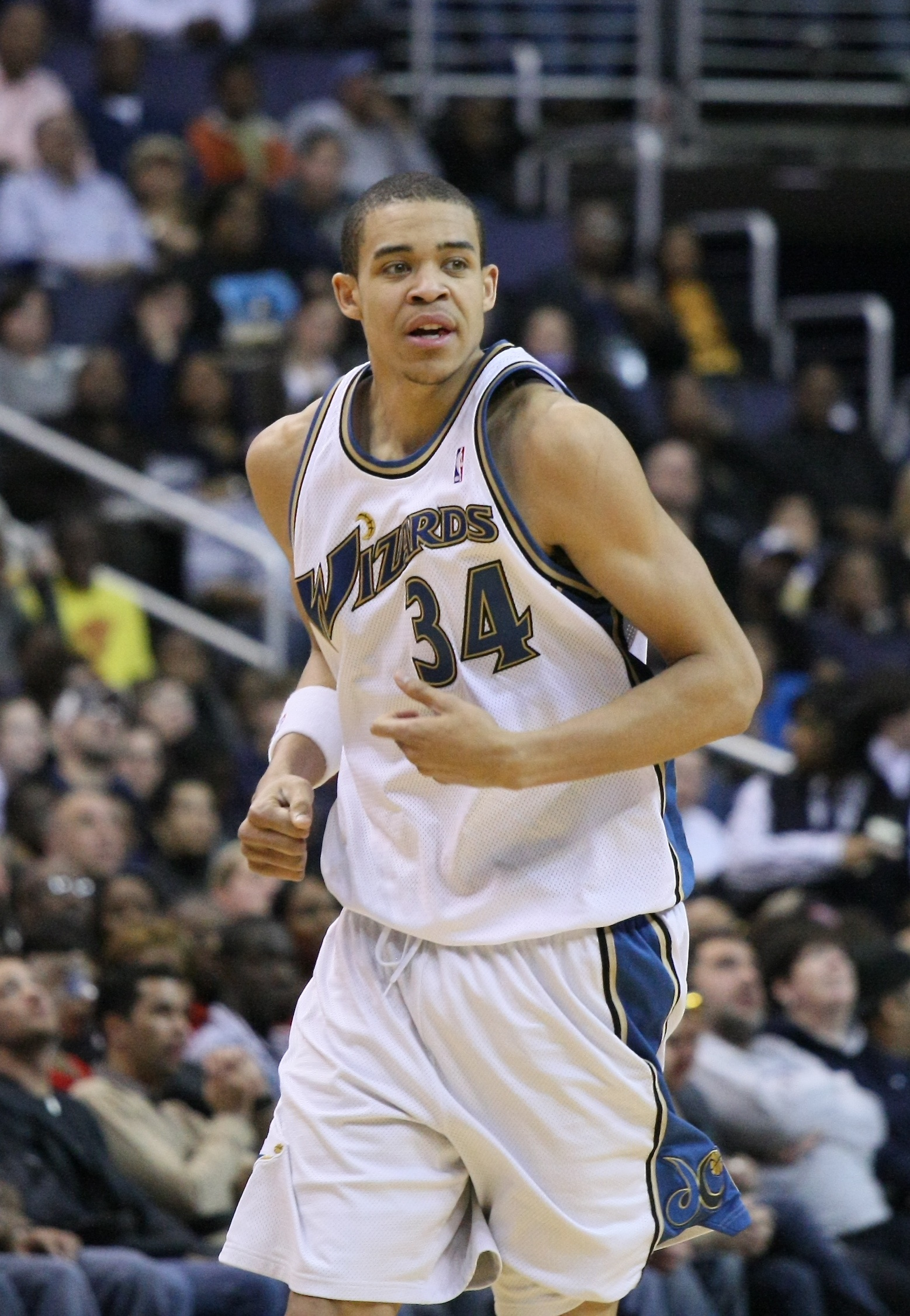
McGee con los Wizards en 2009.

Fue elegido en la decimoctava posición del Draft de la NBA de 2008 por los Washington Wizards, a pesar de que no era ninguno de las 61 posibilidades que barajaban los Wizards antes del draft. A primeros de julio de 2008 firmó un contrato por dos años y 2.400.000 dólares, con opciones por otras dos temporadas.

#### Denver Nuggets
El 15 de marzo de 2012, fue traspasado a Denver Nuggets en un intercambio entre tres equipos.

#### Philadelphia 76ers
El 19 de febrero de 2015 fue traspasado a los Philadelphia 76ers junto con Chukwudiebere Maduabum y una primera ronda del Draft de 2016 a cambio de Cenk Akyol y dinero. Disputó su primer encuentro con la franquicia de Pensilvania el 20 de febrero ante los Indiana Pacers. Encestó dos puntos y capturó dos rebotes en once minutos. Fue cortado por los Sixers el 1 de marzo, solo dos semanas después de su llegada y tras jugar apenas seis partidos. Sus promedios en Filadelfia fueron de 3 puntos y 2'2 rebotes por noche.

#### Dallas Mavericks
Tras no encontrar equipo para el resto de la temporada 2014-15, McGee fichó por los Dallas Mavericks en agosto de 2015. El pívot firmó un contrato por dos años, siendo el segundo una opción de equipo.

#### Golden State Warriors
A finales de julio de 2016 firmó un contrato no garantizado con los Golden State Warriors. Finalmente, la franquicia californiana confirmó que McGee formaría parte del roster definitivo para la temporada 2016-17. Debutó con los Warriors el 25 de octubre ante los San Antonio Spurs, aportando dos puntos en poco más de tres minutos en pista. Fue campeón en sus 2 temporadas con los Warriors.

#### Los Angeles Lakers
El 10 de julio de 2018, McGee firma con Los Angeles Lakers.
El 11 de octubre de 2020 se proclama campeón de la NBA por tercera vez en su carrera tras vencer a Miami Heat en la final de la NBA.

#### Cleveland Cavaliers
Después de dos años en Los Ángeles, el 22 de noviembre de 2020, es traspasado a Cleveland Cavaliers a cambio de Alfonzo McKinnie y Jordan Bell.

#### Regreso a Denver
Tras unos meses en Cleveland, el 25 de marzo de 2021, es traspasado a Denver Nuggets a cambio de Isaiah Hartenstein.

#### Phoenix
Finalizó la temporada en Denver y el 2 de agosto de 2021, firma como agente libre con Phoenix Suns por $5 millones y 1 año.

#### Regreso a Dallas
El 30 de junio de 2022, firma un contrato por 3 años y $20,1 millones con Dallas Mavericks.

#### Sacramento Kings
El 2 de septiembre de 2023 firmó con los Sacramento Kings.

#### Puerto Rico
El 31 de enero de 2025 fichó por los Vaqueros de Bayamón de la liga BSN puertorriqueña. Allí conquista el título de liga, siendo el máximo taponeador del campeonato.

## Selección nacional
En verano de 2021, fue parte de la selección absoluta estadounidense que participó en los Juegos Olímpicos de Tokio 2020, que ganó la medalla de oro.

## Estadísticas de su carrera en la NBA
|  | Denota temporadas en las que su equipo fue Campeón de la NBA |

### Temporada regular
| Año     | Equipo       | PJ  | PT  | MPP  | %TC  | %3P   | %TL   | RPP | APP | ROB | TPP | PPP  |
| ------- | ------------ | --- | --- | ---- | ---- | ----- | ----- | --- | --- | --- | --- | ---- |
| 2008-09 | Washington   | 75  | 14  | 15.2 | .494 | .000  | .660  | 3.9 | .3  | .4  | 1.0 | 6.5  |
| 2009-10 | Washington   | 60  | 19  | 16.1 | .508 | .000  | .638  | 4.0 | .2  | .3  | 1.7 | 6.4  |
| 2010-11 | Washington   | 79  | 75  | 27.8 | .550 | .000  | .583  | 8.0 | .5  | .5  | 2.4 | 10.1 |
| 2011-12 | Washington   | 41  | 40  | 27.4 | .535 | .000  | .500  | 8.8 | .6  | .6  | 2.5 | 11.9 |
| 2011-12 | Denver       | 20  | 5   | 20.6 | .612 | .000  | .373  | 5.8 | .3  | .5  | 1.6 | 10.3 |
| 2012-13 | Denver       | 79  | 0   | 18.1 | .575 | 1.000 | .591  | 4.8 | .3  | .4  | 2.0 | 9.1  |
| 2013-14 | Denver       | 5   | 5   | 15.8 | .447 | .000  | 1.000 | 3.4 | .4  | .2  | 1.4 | 7.0  |
| 2014-15 | Denver       | 17  | 0   | 11.5 | .557 | .000  | .690  | 2.8 | .1  | .1  | 1.1 | 5.2  |
| 2014-15 | Philadelphia | 6   | 0   | 10.2 | .444 | .000  | .500  | 2.2 | .3  | .0  | .2  | 3.0  |
| 2015-16 | Dallas       | 34  | 2   | 10.9 | .575 | .000  | .500  | 3.9 | .1  | .1  | .8  | 5.1  |
| 2016-17 | Golden State | 77  | 10  | 9.6  | .652 | .000  | .505  | 3.2 | .2  | .2  | .9  | 6.1  |
| 2017-18 | Golden State | 65  | 17  | 9.5  | .621 | .000  | .731  | 2.6 | .5  | .3  | .9  | 4.8  |
| 2018-19 | L.A. Lakers  | 75  | 62  | 22.3 | .624 | .083  | .634  | 7.5 | .7  | .6  | 2.0 | 12.0 |
| 2019-20 | L.A. Lakers  | 68  | 68  | 16.6 | .637 | .500  | .646  | 5.7 | .5  | .5  | 1.4 | 6.6  |
| 2020-21 | Cavaliers    | 33  | 1   | 15.2 | .521 | .250  | .655  | 5.2 | 1.0 | .5  | 1.2 | 8.0  |
| 2020-21 | Denver       | 13  | 1   | 13.5 | .478 | .000  | .667  | 5.3 | .5  | .2  | 1.1 | 5.5  |
| 2021-22 | Phoenix      | 74  | 17  | 15.8 | .629 | .222  | .699  | 6.7 | .6  | .3  | 1.1 | 9.2  |
| 2022-23 | Dallas       | 42  | 7   | 8.5  | .640 | .400  | .585  | 2.5 | .3  | .1  | .6  | 4.4  |
| 2023-24 | Sacramento   | 46  | 0   | 7.4  | .598 | .143  | .578  | 2.7 | .4  | .3  | .4  | 4.0  |
| Total   | Total        | 909 | 343 | 16.1 | .578 | .192  | .604  | 5.0 | .4  | .4  | 1.4 | 7.6  |

### Playoffs
| Año   | Equipo       | PJ | PT | MPP  | %TC  | %3P  | %TL  | RPP | APP | ROB | TPP | PPP |
| ----- | ------------ | -- | -- | ---- | ---- | ---- | ---- | --- | --- | --- | --- | --- |
| 2012  | Denver       | 7  | 0  | 25.9 | .434 | .000 | .538 | 9.6 | .7  | .7  | 3.1 | 8.6 |
| 2013  | Denver       | 6  | 2  | 18.7 | .581 | .000 | .389 | 5.2 | .0  | .7  | 1.0 | 7.2 |
| 2016  | Dallas       | 2  | 0  | 7.0  | .500 | .000 | .333 | 1.5 | .0  | .5  | .0  | 2.0 |
| 2017  | Golden State | 16 | 1  | 9.3  | .732 | .000 | .722 | 3.0 | .3  | .1  | .9  | 5.9 |
| 2018  | Golden State | 13 | 9  | 12.2 | .672 | .000 | .684 | 3.2 | .3  | .2  | 1.3 | 6.5 |
| 2020  | L.A. Lakers  | 14 | 11 | 9.6  | .625 | .000 | .500 | 3.1 | .5  | .1  | .7  | 2.9 |
| 2021  | Denver       | 4  | 0  | 8.5  | .300 | .000 | .333 | 3.0 | .8  | .3  | 1.3 | 2.0 |
| 2022  | Phoenix      | 12 | 0  | 11.1 | .700 | .000 | .846 | 4.0 | .6  | .3  | .4  | 6.8 |
| Total | Total        | 74 | 23 | 12.4 | .616 | .000 | .571 | 4.0 | .4  | .3  | 1.0 | 5.6 |

## Vida personal
Su padre George Montgomery, es un exjugador profesional elegido en la segunda ronda del Draft de la NBA de 1985 y que hizo carrera en el baloncesto francés, y su madre es la exjugadora de la WNBA Pamela McGee, siendo el primer caso de un jugador de la NBA hijo de una exjugadora de la liga profesional femenina.
Además, en 2023 cuando firmó por Sacramento, Pamela y JaVale se convirtieron en la primera pareja de madre e hijo en jugar para las franquicias de Los Ángeles y Sacramento y que también hayan ganado el oro para Estados Unidos en unos Juegos Olímpicos.
Una de sus hermanas es también jugadora profesional de baloncesto.